# Pablo Peralta
Pablo Bernardo Peralta (Caseros, Tres de Febrero, provincia de Buenos Aires, 4 de julio de 1957) es un empresario argentino que se dedica al sector financiero y asegurador a través del Grupo ST, holding que cofundó junto a su socio Roberto Domínguez. También se desarrolló en la industria automotriz a través de OpenCars, empresa controlante de la operación de Mercedes Benz en Argentina, y en otros sectores como hidrocarburos y agroganadería.

## Trayectoria profesional
Pablo Peralta inició su carrera en 1974 en Banco Río, donde llegó a ser director. También fue gerente general de Banco Bansud (parte del Grupo Financiero Banamex), vicepresidente de Visa Argentina y cofundador de Banelco, Gire S.A., Siembra Compañía de Seguros y Sur Seguros.
En la década de 1990,  fundó Aguas Traful, una empresa que fue comprada en 2000 por Danone Argentina. Junto a su hermano Andrés Peralta, creó Magraf S.A., proveedora de papel serificado para Arcos Dorados (McDonald's), la cual fue vendida en 1998. También incursionó en el sector inmobiliario con Torre Vélez S.A., entre otros proyectos. En 2002, cofundó el Banco de Servicios y Transacciones (BST) tras adquirir Heller Financial Bank a General Electric Capital, lo que sentó las bases del Grupo ST. Desde entonces, lideró diversas adquisiciones, como Credilogros, RIG Asset Management y MetLife Argentina.

### Grupo ST
Bajo la dirección de Peralta, el Grupo ST se expandió mediante adquisiciones estratégicas. En 2007, compró Credilogros y la transformó en la fintech Directo. En el sector de fondos de inversión, adquirió RIG Asset Management y fundó Quinquela Fondos, que luego se fusionó con Megainver para formar MEGAQM.
En Uruguay, el grupo adquirió el Nuevo Banco Comercial y Pronto en 2004, vendiéndolos a Scotiabank en 2009. También administró carteras de activos en distress junto con CARVAL, división de Cargill Investment. En 2019, ingresó al negocio del leasing con GST Capital y en 2023 adquirió la cartera de leasing de Banco Santander. En 2020, incursionó en Sociedades de Garantía Recíproca con la compra de Fidus, rebautizándola como FIDaval. En 2024, incorporó un Agente de Liquidación y Compensación (ALyC) tras adquirir Deal Financial Services. En 2008, el Grupo ST ingresó al sector asegurador con la compra de Orígenes Seguros de Retiro a ING International Holdings. Luego adquirió Consolidar Seguros de Retiro y Juncal Seguros de Vida. En 2021, compró MetLife Argentina y reorganizó sus operaciones en dos unidades: Life Seguros y Orígenes Seguros de Retiro. En 2023, adquirió BNP Paribas Cardif, integrándola bajo la marca Life Seguros, y en 2024 sumó el negocio de seguros de vida de Prudential Argentina.

## Otras inversiones
- Energía: Inversiones en Crown Point Energy Inc. y participación en el Programa RenovAr con un parque eólico en Tornquist. En 2024, compró concesiones a Pan American Energy en Santa Cruz.[10][11]
- Automotor: Fundador de la red de concesionarios OpenCars.[1]
- Agroganadería: Adquirió Prograin S.A. y Agrobodi S.A.
- Inmobiliario: Desarrolló proyectos como Chateau Libertador, Arboris Las Lomas, Le Jarden (Punta del Este) y Chateau Fendi (Miami).

## Vida personal
Nació en Caseros, Buenos Aires, hijo de Ernesto Antonio Peralta y Hildegard Bahl Schnug. Está casado y tiene tres hijos.

## Reconocimiento
Algunos medios argentinos, como Clarín y La Nación, mencionaron que Peralta posee capacidad para liderar adquisiciones estratégicas y reposicionar empresas en el mercado argentino.